# 로스킬레 대성당
로스킬레 대성당(덴마크어: Roskilde Domkirke)은 덴마크의 루터교 덴마크 교회 성당으로서, 1995년에 세계문화유산으로 지정되었다.

## 문화유산
옛 왕궁 안에 있는, 벽돌로 지은 높이 85m의 삼랑식 대성당이다. 성 루카스 대성당으로도 알려져 있다. 12세기와 13세기에 지은 것으로 같은 자리에 세워진 네 번째 교회로 추정된다. 15세기 이후 덴마크 왕가의 가묘가 되었는데, 모두 38명의 왕이 묻혀 있다.

## 위치

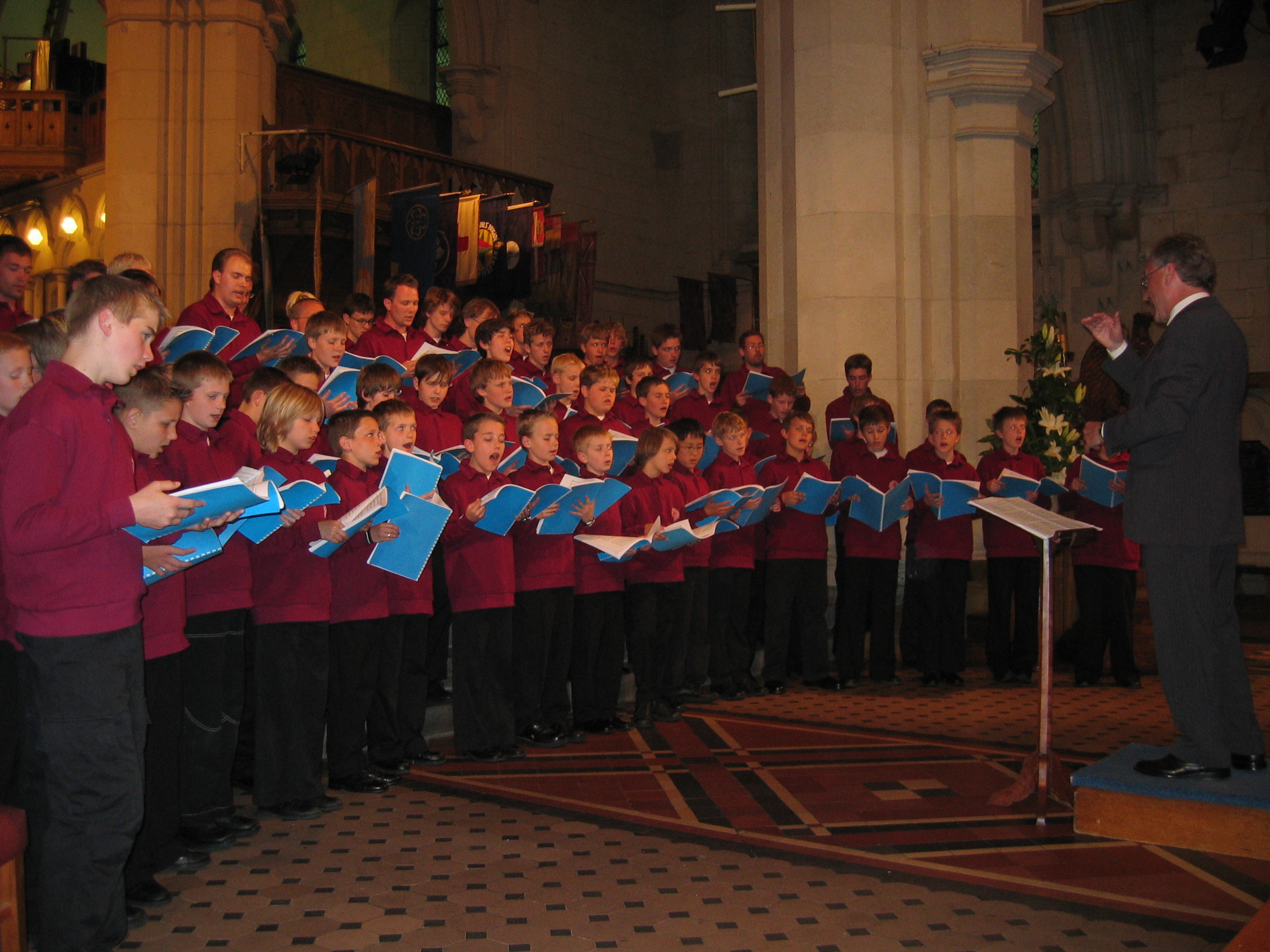
로스킬레 대성당의 합창단.

로스킬레 주 로스킬레 협만의 최남단에 있다. 코펜하겐의 서쪽에 위치하고 있다.

## 의의
스칸디나비아에서 벽돌로 지은 최초의 고딕 양식의 대성당이며, 북유럽 기독교 전통의 상징이다.

## 역사
- 1158년 발데마르 1세(1131년~1182년)가 덴마크 왕위에 오르는 데 도움을 준 압살론 주교가 임명됨.
- 1170년 대성당 건축.
- 1413년 마르그레테 1세가 매장.
- 1443년 왕궁을 로스킬레에서 코펜하겐으로 옮김.
- 1460년 동방박사 교회 건축됨. 크리스티안 1세, 크리스티안 2세, 프레데리크 2세의 묘를 이곳으로 옮김.
- 1536년 아우크스부르크 신앙 고백에 따른 종교 개혁.
- 1609년 백색의 제단을 지음.
- 1635년 탑 꼭대기에 청동 장식을 얹음.
- 1852년 프레데리크 5세의 방 완성.
- 1917년 ~ 1923년 크리스티안 9세의 방 완성.
- 1968년 화재 이후 대대적인 복구.
- 1958년 프레데리크 9세의 무덤 방을 지음.